# Кано Сьосен'ін
Кано Сьосен'ін (яп. 狩野 勝川院; *26 березня 1823 — 8 серпня 1879) — японський художник кінця періоду Едо. відомий також як Кано Масанобу (через це іноді виникає плутанина через схожість імен з іншим представником школи Кано на ім'я Масанобу, що діяв значно раніше) і Кано Сьосен. Мав псевдоніми Сосьосей і Сьоко. Представник школи Кано.

## Життєпис
Походив з роду Кано. Старший син художника Кано Осанобу, очільника школи Кобікітьо, відгалуження школи Кано. Народився у 1823 році в Едо (тодішній столиці сьогунату Токугава). З дитинства долучився до родинної справи, навчався малюванню у батька. У 1844 році працював разом з батьком над розписом помешкань замку Едо, якого було відновлено після пожежі. 1845 року отримав почесне звання ходзо. Після смерті батька у 1846 році очолив школу Кобікітьо.
Протягом 1850-х років отримує численні замовлення від сьогунів Токугава. У 1861 році Кано Сьосен'ін отримує почесний титул хоген від сьогуна Токуґава Іємоті. 1863 року одружується на представниці впливового сановника в бакуфу. під час війни Босін у 1868—1869 роках залишався в Едо. В подальшому протягом початку 1870-х років служив Токугава Сійогунке (нащадку поваленого клану Токугава), який отримав володіння від імператора.
Практично не мав значних замовлень від імператорської родини і японського уряду. Займався ілюструванням книжок. Втім брав участь у численних виставках: Філадельфійській 1876 року, Паризькій 1878 року а також в японському Національному ярмарку мистецтв 1877 року. 1879 року міністерство фінансів прийняло художника на роботу на щомісячну платню у 20 єн. Водночас він ілюстрував «План японського опису продукту», який представляв японську продукцію в інших країнах. Втім до кінця життя перебував у скруті. Його учнями були Кано Хогай, Хасімото Гахо, Кімура Ріцуґаку, Кано Томонобу, Юкі Масаакі.

## Творчість
Загалом дотримувався традицій школи Кобікітьо. Створював переважно чорно-білі картини. Основними темами були ландшафти, квіти і птахи. Є лише окремі кольорові роботи, в яких характерна для цього художника (на відміну від батька й попередників) насиченість кольорами, а також особлива увага до якісного і реалістичного виконання деталей.